# Mixtèque de Coatzospan
Le mixtèque de Coatzospan est une langue mixtèque parlée dans  le Nord de l'État d'Oaxaca, au Mexique.

## Localisation géographique
Le mixtèque de San Juan Coatzóspam (es) (aussi écrit San Juan Coatzóspan), situé dans le Nord de l'Oaxaca, est entouré de populations de langue mazatèque. 

## Classification
Le parler mixtèque de Coatzospan est une langue amérindienne qui appartient à la branche mixtèque de la famille des langues oto-mangues.
L'isolement de San Juan Coatzóspam par rapport aux autres villages mixtèques explique que ce parler ait une faible intercompréhension avec le reste de la famille linguistique. Seules deux variétés de mixtèque présentent un taux de similitude qui atteint 25 %.

## Phonologie
Les tableaux présentent les phonèmes du mixtèque parlé à San Juan Coatzóspam, les voyelles et les consonnes.

### Voyelles
|         | Antérieure | Centrale | Postérieure |
| ------- | ---------- | -------- | ----------- |
| Fermée  | i [i]      | ɨ [ɨ]    | u [u]       |
| Moyenne | e [e]      |          | o [o]       |
| Ouverte |            | a [a]    |             |

### Qualité des voyelles
Le mixtèque de Coatzospan ne compte que six voyelles de base, mais celles-ci ont des qualités nombreuses: elles peuvent être longues comme nasales. Les voyelles, orales comme nasales, peuvent être laryngalisées : kɨ̰ː, poser, contraste avec kɨ̰̃ː, aller.

### Consonnes
|            |               | Bilabiale | Dentale | Alvéolaire | Palatale  | Vélaire | Labio-vél. |
| ---------- | ------------- | --------- | ------- | ---------- | --------- | ------- | ---------- |
| Occlusives | Sourdes       | p [p]     |         | t [t]      |           | k [k]   | kw [kʷ]    |
| Occlusives | Prénasalisées | mb [m͡b]   |         | nd [n͡d]    |           | ŋg [ŋ͡g] | ŋgw [ŋ͡gʷ]  |
| Fricatives | Sourdes       |           |         | s [s]      | ʃ [ʃ]     |         |            |
| Fricatives | Sonores       | β [β]     | ð [ð]   |            | ʒ [ʒ]     |         |            |
| Fricatives | Palatalisées  |           | ðj [ðʲ] |            |           |         |            |
| Affriquées | Sourdes       |           |         | ts [t͡s]    | tʃ [ t͡ʃ ] |         |            |
| Affriquées | Prénasalisées |           |         | ndz [n͡d͡z]  | ndʒ [n͡d͡ʒ] |         |            |
| Nasales    | Nasales       | m [m]     |         | n [n]      | ɲ [ɲ]     |         |            |
| Liquides   | Liquides      |           |         | l [l]      |           |         |            |
| Roulées    | Roulées       |           |         | r [ɾ]      |           |         |            |

### Une langue tonale
Le mixtèque de Coatzospan est une langue tonale.